# Polytaenia texana
Polytaenia texana är en flockblommig växtart som först beskrevs av John Merle Coulter och Joseph Nelson Rose, och fick sitt nu gällande namn av Mildred Esther Mathias och Lincoln Constance. Polytaenia texana ingår i släktet Polytaenia och familjen flockblommiga växter. Inga underarter finns listade i Catalogue of Life.